# Vuhani metró
A Vuhani metró (egyszerűsített kínaiul: 武汉地铁) a kínai Hupej tartomány székhelyének, Vuhan városának metrórendszere. 2004. július 28-án kezdte meg működését az egyes számú vonallal, ezzel Vuhan lett Kína ötödik városa, ahol van metró. 2012-ben aztán megnyitották a második vonalat is, majd 2013-ban a 4-est is. 2021-re a hálózat 360 kilométer hosszan 240 állomást foglal magába. A további vonalak folyamatosan épülnek, a tervek szerint összesen 32+1 (ennek fele elővárosi) lesz belőlük. Ha elkészül, 860 kilométeres hosszával a világ legkiterjedtebb gyorsvasúti rendszere lesz.

## Hálózat
Jelenleg három vonalon folyik közlekedés: az 1-es (sötétkék), a 2-es (rózsaszín) és a 4-es (fűzöld) vonalakon. Az 1-es kizárólag Hankou városrészben fut magasvasútként, míg a 2-es Hankou-t köti össze a városközponttal a föld alatt. A 4-es a központi pályaudvart köti össze a wuchangi pályaudvarral.
|  |

| Vonal             | Végállomások                                                     | Végállomások                                                     | Megnyitás | Hossz (km) | Állomások száma |  |
| ----------------- | ---------------------------------------------------------------- | ---------------------------------------------------------------- | --------- | ---------- | --------------- |  |
|                   |                                                                  |                                                                  |           |            |                 |  |
|                   | Hankou North                                                     | Dongwu Boulevard                                                 | 2004      | 34,6       | 29              |  |
|                   | Jinyintan                                                        | Optics Valley Square                                             | 2012      | 27,7       | 21              |  |
|                   | Huangjinkou állomás                                              | Vuhan központi pályaudvar                                        | 2013      | 33,2       | 28              |  |
| Tervezett vonalak |                                                                  |                                                                  |           |            |                 |  |
|                   | Sanjintan                                                        | Zhuanyangdadao                                                   | 2015      | 33,2       | 23              |  |
|                   | A lakosság elégedetlensége miatt egyelőre még nem tisztázott     | A lakosság elégedetlensége miatt egyelőre még nem tisztázott     | 2017-2020 |            | ~27             |  |
|                   | Huanhu West Road                                                 | Sports Center South                                              | 2016      | 36,1       | 27              |  |
|                   | Dongfang Macheng Horse Circuit                                   | Yezhihu                                                          | 2017      | 29,8       | 18              |  |
|                   | Sanjintan                                                        | Liyuan                                                           | 2017      | 16,55      | 13              |  |
|                   | Útvonaluk még nem teljesen tisztázott, tervezési fázisban vannak | Útvonaluk még nem teljesen tisztázott, tervezési fázisban vannak | 2017      |            |                 |  |
|                   | Útvonaluk még nem teljesen tisztázott, tervezési fázisban vannak | Útvonaluk még nem teljesen tisztázott, tervezési fázisban vannak | 2017      |            |                 |  |
|                   | Optics Valley Railway                                            | Zuoling New City                                                 | 2018      |            |                 |  |
| 13                | Útvonaluk még nem teljesen tisztázott, tervezési fázisban vannak | Útvonaluk még nem teljesen tisztázott, tervezési fázisban vannak | 2017      |            |                 |  |
|                   |                                                                  |                                                                  |           |            |                 |  |

2017-re 12 vonalat terveznek a városba, amelyből 4 (9, 10, 11, 12) elővárosi vasútként fog üzemelni. Az 5-ös vonal megépítés olyannyira nem tisztázott, hogy még a térképeken sem szerepel. Ennek a két legfőbb oka a lakosság elégedetlenkedése az északi végállomás kapcsán, illetve a projekt finanszírozása. Állítások szerint nincs rá olyan nagy szükség, mint a többire, így erre a város nem ad pénzt. Amennyiben később nemzeti projekté nyilvánítják, és az állam támogatja az építését, úgy megépül; ellenkező esetben nem.

### Vonatok
A vonalakon az úgynevezett kínai B-modell szerelvények futnak. Ezek 4-8 kocsi hosszúságúak, 960-1920 utas szállítására képesek. A kocsik mindkét oldalán 4-4 ajtó található. Ugyanilyen szerelvények egész Kína szerte futnak, sok helyen elővárosi vonatokként. Vuhanban a vonatok vezető nélkül közlekednek, így a vonalakon jelzők nem találhatóak. Minden állomás peronján fal választja el a vágányt a peronoktól, megakadályozva, hogy bárki is a vágányok közé essen. Az átlagos követési idő 90 másodperc; éjszaka nem közlekednek.

## Érdekességek

A 2-es és 4-es vonalak találkozása

- A 2-es és 4-es vonal két helyen találkozik; jobban mondva két állomás erejéig közös szakaszon futnak. Az átszállások megkönnyítése érdekében a Hongshan téri és a Zhongnan úti állomásokat úgy építették meg, hogy a vonatok egymást keresztezik. Így ha az utas át akar szállni, csak átsétál a peron másik felére (lásd a képet jobbra).

## Galéria

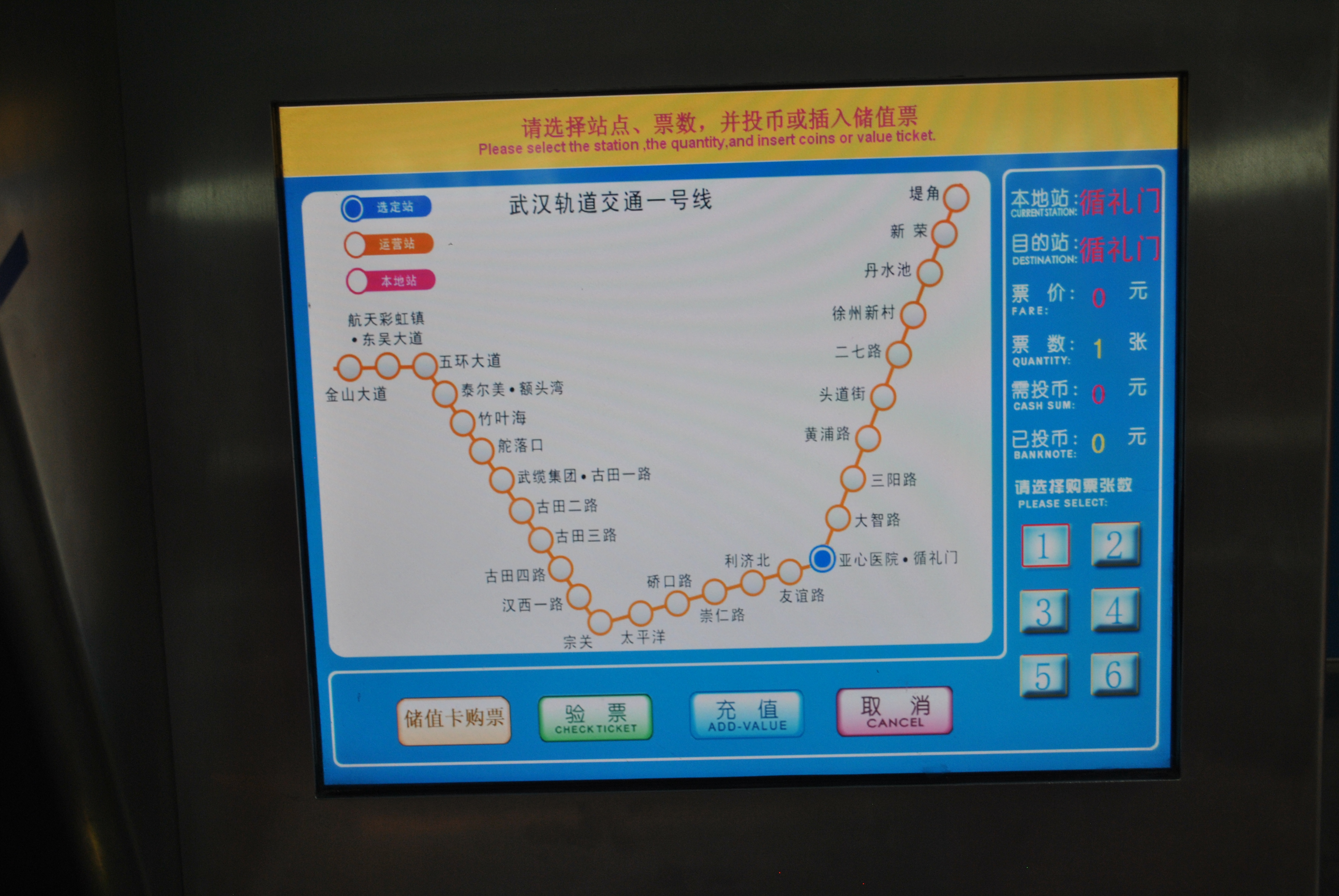
Az 1-es vonal térképe a jegykiadóatuomatán
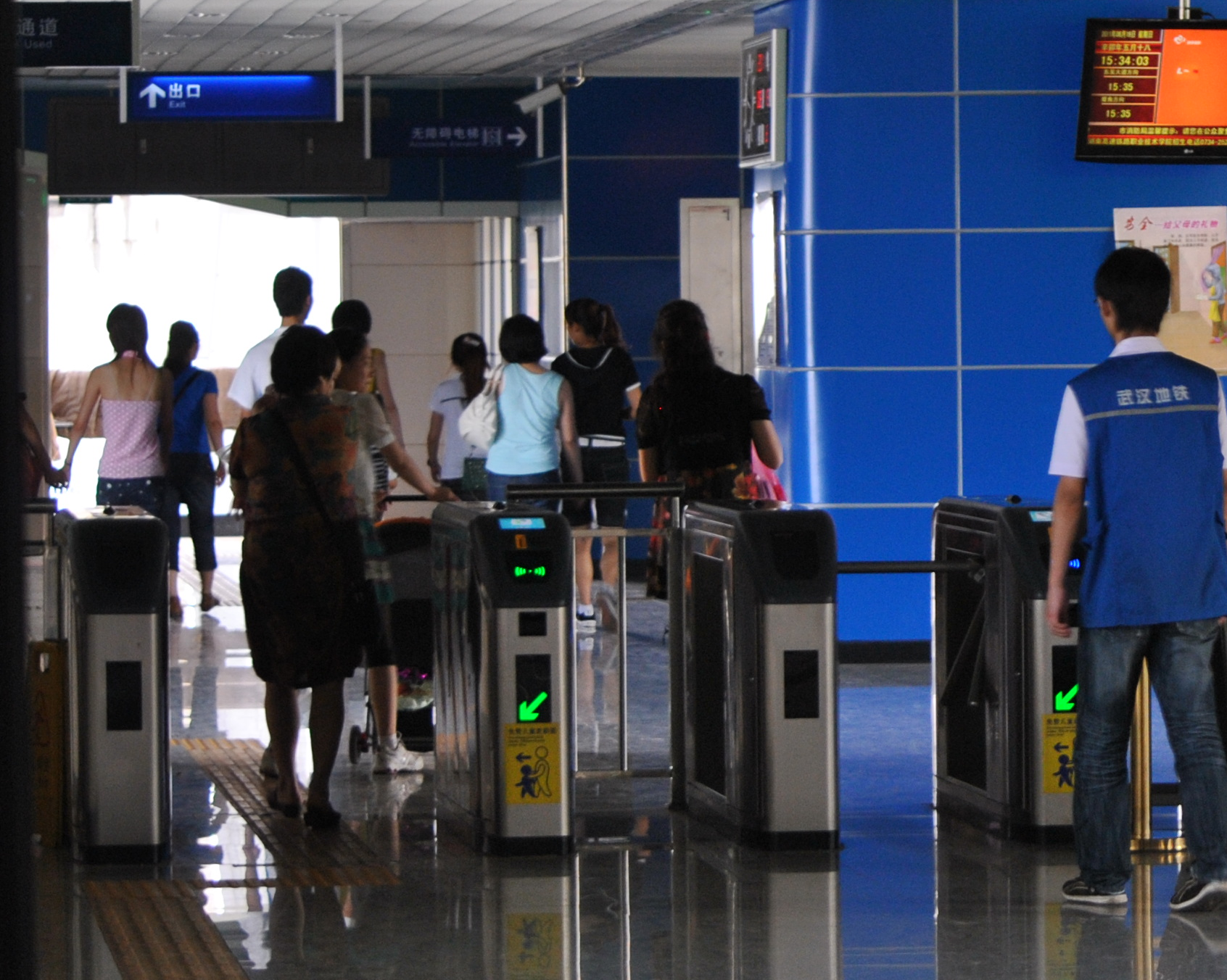
Beléptetőkapuk

### Állomások

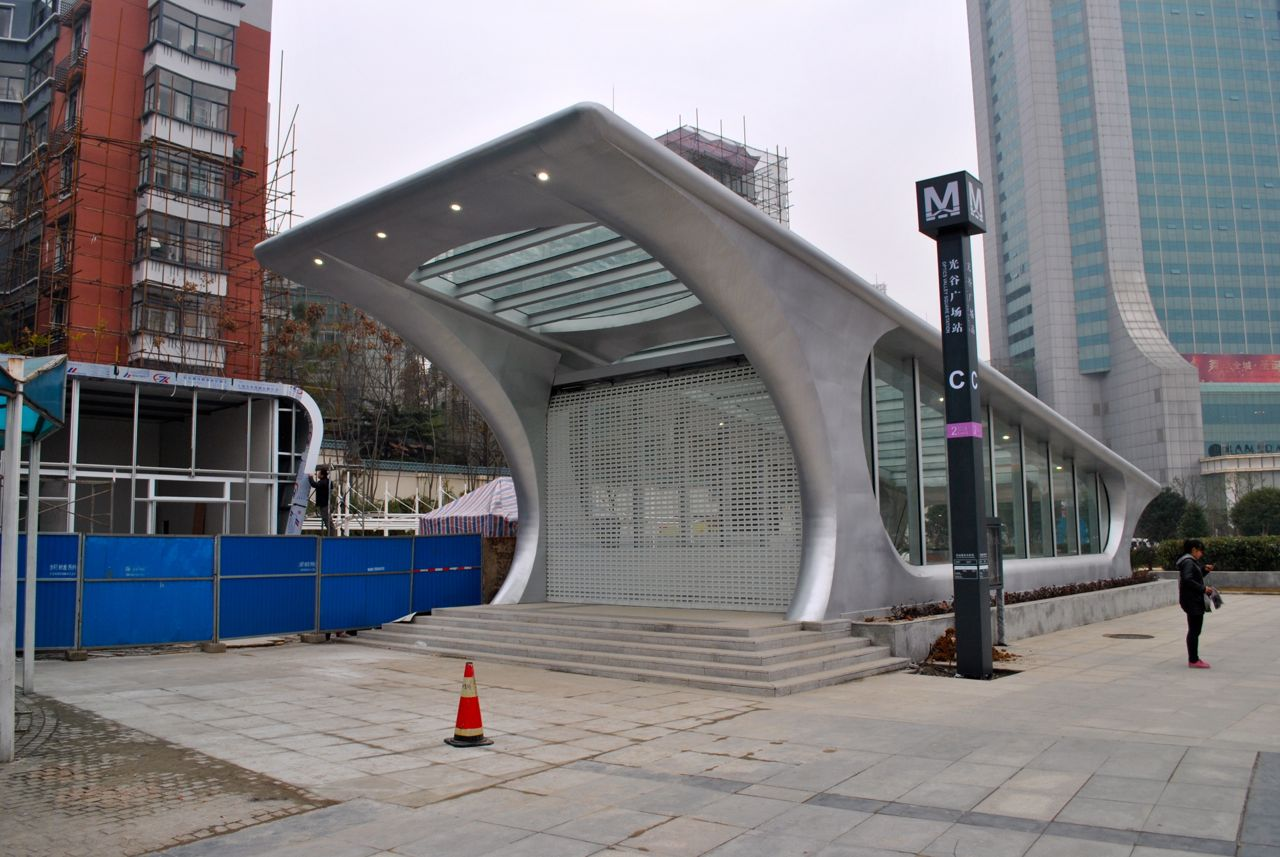
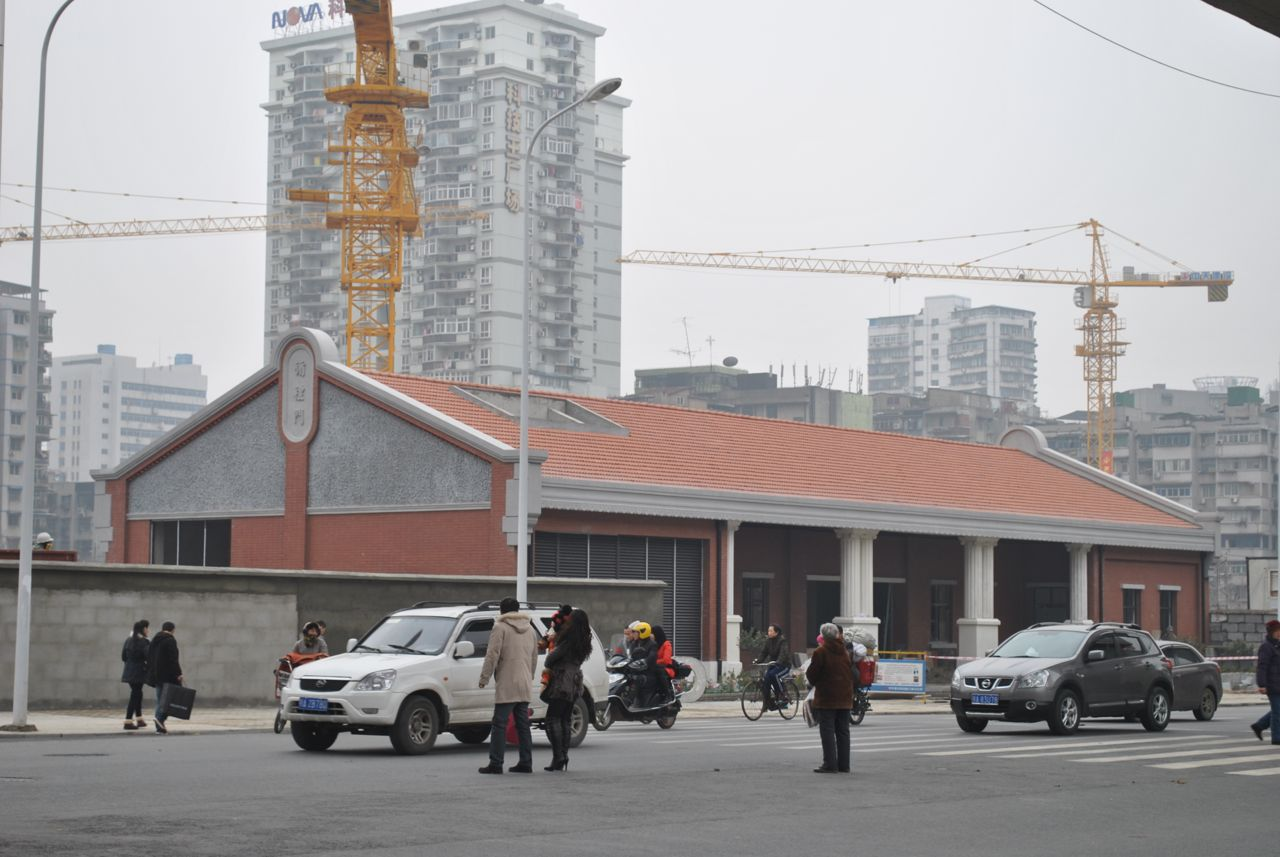
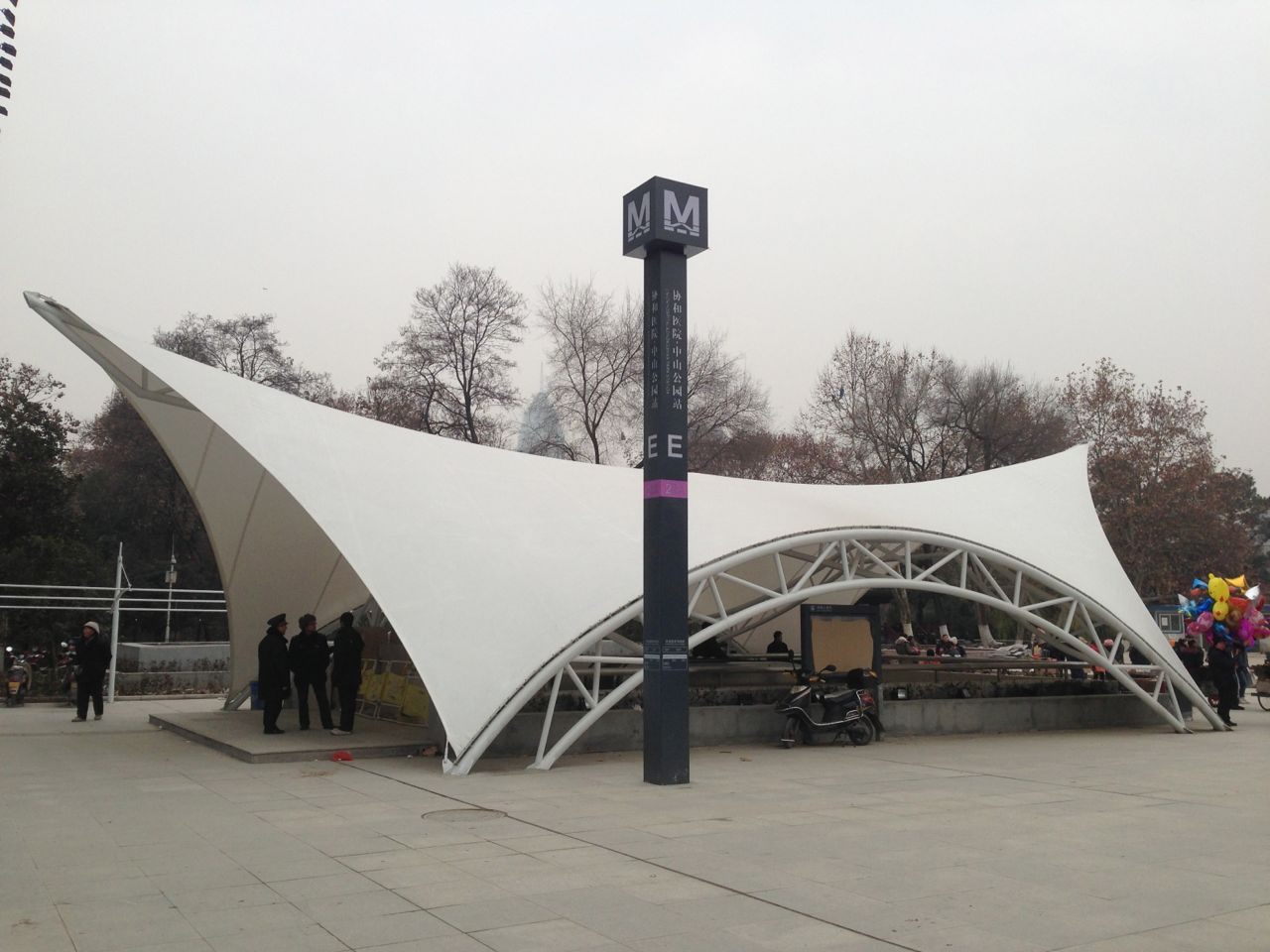
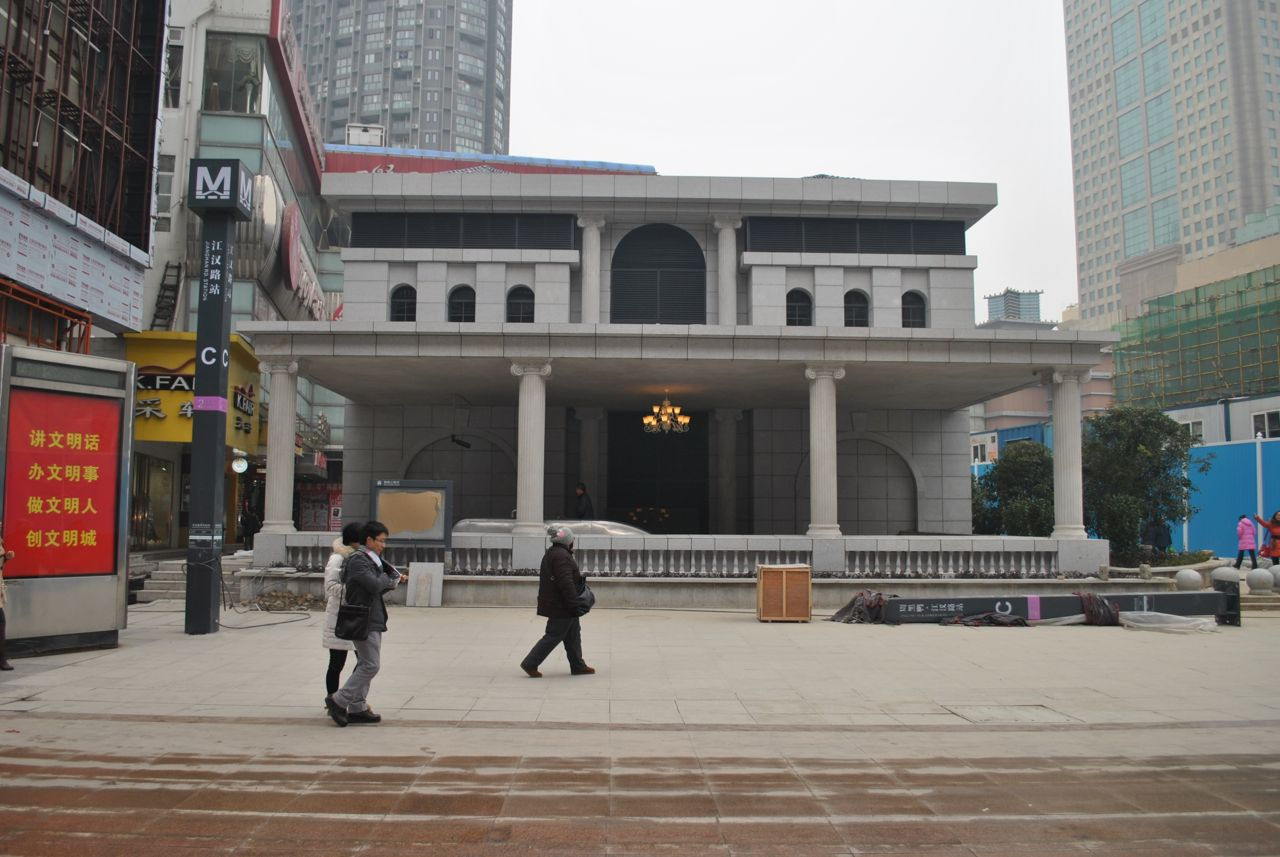
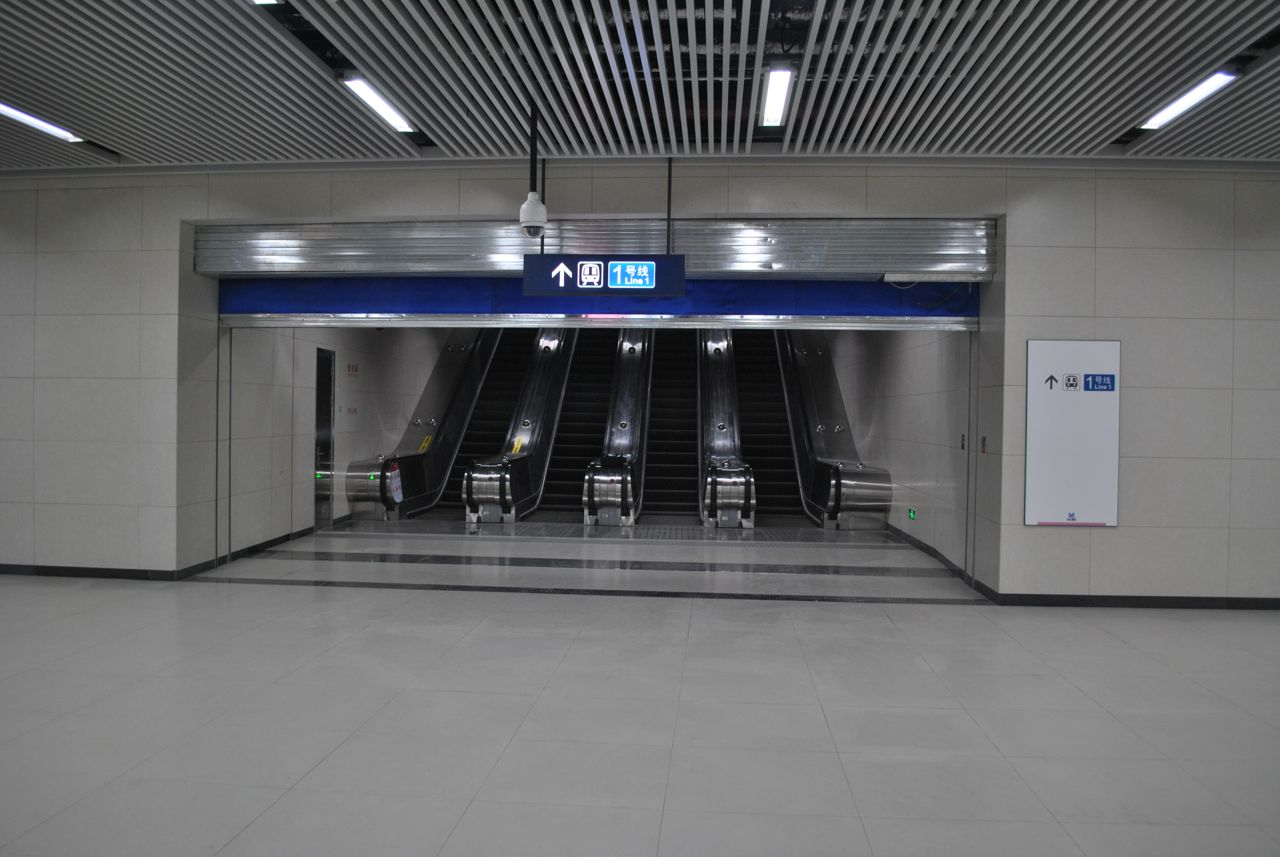
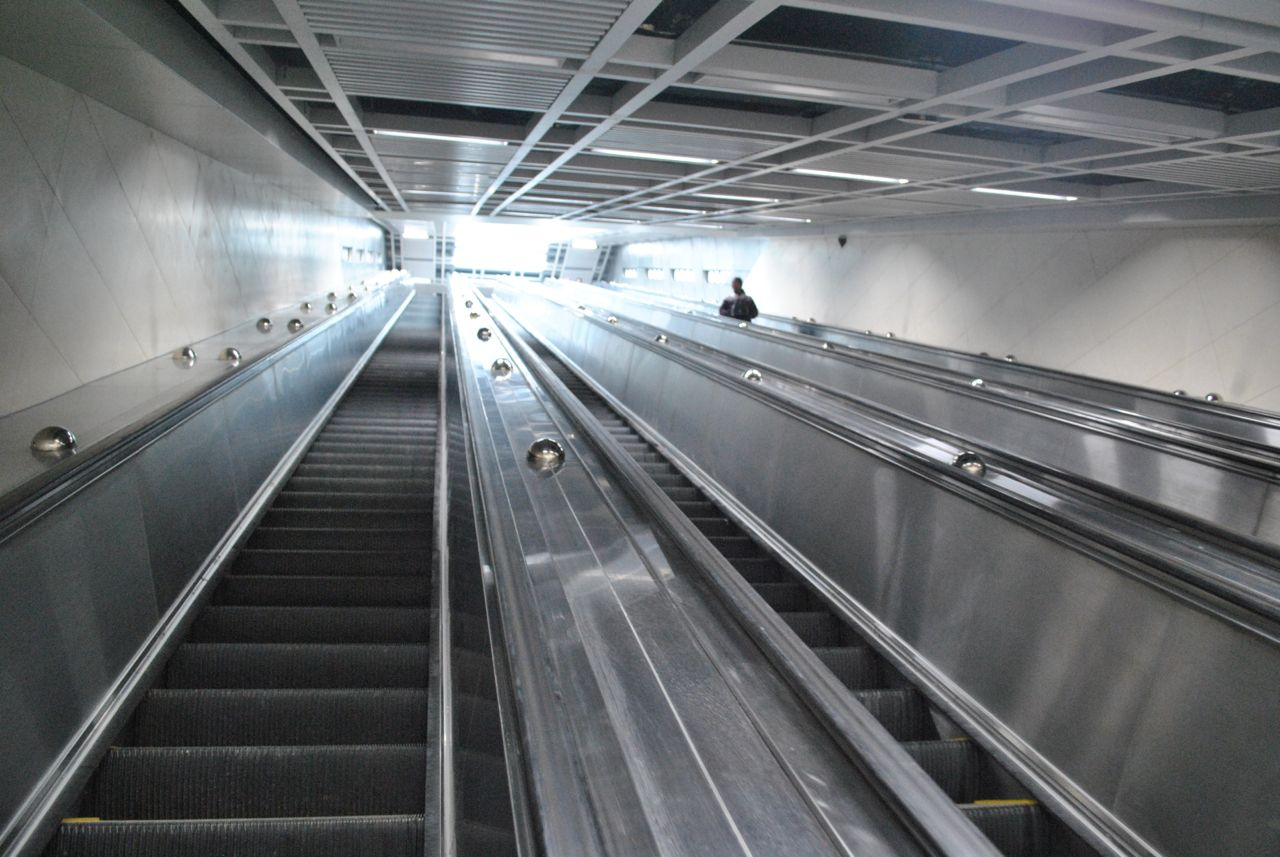
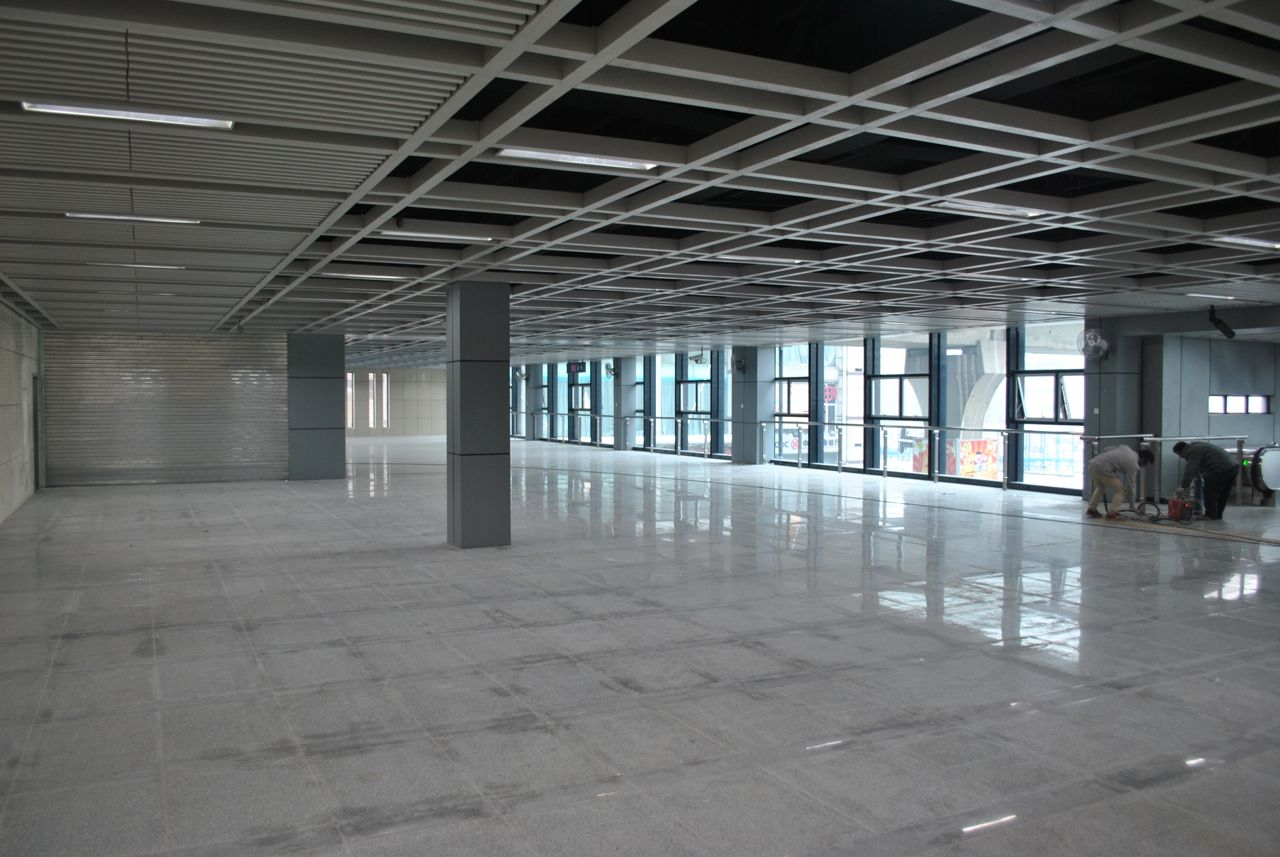